# Bunnag
Die Familie Bunnag (thailändisch สกุลบุนนาค) ist eine der großen Familien Siams (bzw. Thailands). Sie stammt von Einwanderern aus Persien ab. Der Stammvater Bunnag war ein Kindheitsfreund und enger Vertrauter von König Rama I., der 1782 die bis heute regierende Chakri-Dynastie gründete. Unter den Königen Rama III. und Rama IV. waren die Bunnag mit Abstand die mächtigste unter Siams höfischen Familien, kontrollierten lange Zeit das Schatz- und das Kriegsministerium. Sie spielten auch bei der Bestimmung des Erbfolgers eine entscheidende Rolle. Erst Rama V. beschränkte im späten 19. Jahrhundert ihre Macht, um sie bei sich selbst zu konzentrieren. Mitglieder der Familie sind aber bis in die heutige Zeit in der Politik, Wirtschaft und Gesellschaft Thailands sehr einflussreich.

## Die Gründer-Generation
Etwa im Jahr 1602 (964 C.S., einem Jahr des Tigers), gegen Ende der Regierungszeit von König Naresuan, erreichten zwei Brüder das Königreich von Ayutthaya. Sie waren Händler, ihre Nachkommen glauben, dass sie aus Qom in Persien kamen, wo sowohl Persisch als auch Arabisch gesprochen wurde. Beide Brüder ließen sich zunächst in Siam nieder, um hier Handel zu treiben. Vermutlich waren sie sehr begabte Händler, denn sie erhielten sehr schnell eine Anstellung bei der Regierungsstelle, die für den Übersee-Handel zuständig war. Sicherlich waren ihre Sprachkenntnisse dabei auch von Vorteil. Scheich Ahmad (auch: Scheich Ahmad Qomi – เชคอหมัดคูมี), der ältere, wurde bald von König Songtham zum Phrakhlang (Schatzminister, der auch für auswärtige Angelegenheiten zuständig war) befördert. Obwohl dieses Ministerium eigentlich traditionell eher für die Provinzen im Norden und Nordosten des Landes zuständig war, oblag ihm der Handel mit dem Indischen Ozean, der sich an der Küste der Bucht von Martaban und in Tenasserim konzentrierte. Wahrscheinlich sollte durch die Anhäufung von Einwanderern in den Ministerien von Mahatthai (Hauptstadt-, Palast-, Landwirtschafts- und Finanzministerien) und dem Phrakhlang mit ihren Handelsgütern und wirtschaftlichen Möglichkeiten im Außenhandel ein Gegengewicht geschaffen werden zu der Manpower des Kalahom-Ministeriums (Ministerium der südlichen Provinzen), dem der Handel über das Südchinesische Meer und den Golf von Siam unterstellt war und das traditionell von der siamesischen Elite kontrolliert wurde.
Der jüngere der beiden persischen Brüder, Mahumat Said (thailändisch มหฺหมัดสะอิด), kehrte bald in sein Heimatland zurück. Ob er jemals wieder nach Siam zurückkam, ist ungewiss. Scheich Ahmad heiratete eine siamesische Frau mit dem Namen Choei (thailändisch เชย) und gründete so die Familie, die später als Bunnag-Familie bekannt wurde. Scheich Ahmad und seine Frau hatten drei Kinder: Chuen(thailändisch ชื่น), einen Sohn, der unter König Prasat Thong das Amt seines Vaters übernahm, Chom (ชม), einen Sohn, der sehr früh an einem Fieber starb, und Chi (ชี), eine Tochter, die allerdings nicht verheiratet war und auch keinen Adelstitel trug.
Scheich Ahmad wurde außerdem das erste Oberhaupt der moslemischen Gemeinde in Siam (Scheich-ul-Islam), welches seitdem mit dem Titel Chula Ratchamontri (thailändisch จุฬาราชมนตรี) verbunden ist. Historiker haben herausgefunden, dass seither von 17 Chula Ratchamontri 13 die Nachkommen von Scheich Ahmad waren.
Obwohl es zu jener Zeit zu häufigen Umgruppierungen innerhalb der Ministerien kam, schien Scheich Ahmad seine Position als Phrakhlang mit dem Adelstitel „Chao Phraya Bowon Ratchanaiyok“ (thailändisch เจ้าพระยา บวรราชนายก) bis zu seinem Lebensende innegehabt zu haben. Sein Nachfolger war sein ältester Sohn Chuen, der unter dem Titel „Chao Phraya Aphai Racha“ (thailändisch เจ้าพระยา อภัยราชา – ชื่น) im Jahr 1630 sein Amt antrat. Im Jahr 1670 wurde er wiederum von seinem ältesten Sohn Sombun abgelöst, er trug den Titel „Chao Phraya Chamnanphakdi“. Diese Linie wurde erst unterbrochen, als 1685 ein griechischer Abenteurer, Constantine Phaulkon, von König Narai in dieses Amt eingesetzt wurde.
Im Reisebericht einer persischen Mission, die 1685–1686 in Siam weilte, wird erwähnt, dass die Nachkommen des Scheichs Ahmad enge Beziehungen zu der persischen Händlergemeinschaft pflegten.
Zu den Adelstiteln siehe auch: Thailändische Adelstitel.

## Abstammungslinie Rattanakosin
Folgende Liste soll eine grobe Übersicht geben. (Die Seitenangaben in eckigen Klammern beziehen sich auf die Seite der Online-Biografien. Arabische Nummern bezeichnen die Geburtsreihenfolge für Söhne, römische die für Töchter. Nicht alle Söhne/Töchter sind auf den 115 Biografieseiten der Website der Bunnags ausführlich beschrieben.)

### Stammvater
Der Stammvater der heutigen Bunnag-Familie, ein Nachfahre von Scheich Ahmad, hieß mit Geburtsnamen Bunnag. Er lebte von 1738 bis 1801 und war ein Kindheitsfreund von Thong Duang, dem späteren Chaophraya Chakri, der 1782 schließlich König Rama I. wurde und die bis heute regierende Chakri-Dynastie begründete. Thong Duang und Bunnag heirateten zwei Schwestern, was die Bindung der beiden noch verstärkte. Nachdem er König wurde, machte Rama I. Bunnag zum Kalahom (Kriegsminister) und verlieh ihm den Titel Chaophraya Ankha-Mahasena (เจ้าพระยาอรรคมหาเสนา).

### Generation 2: Dit und That Bunnag

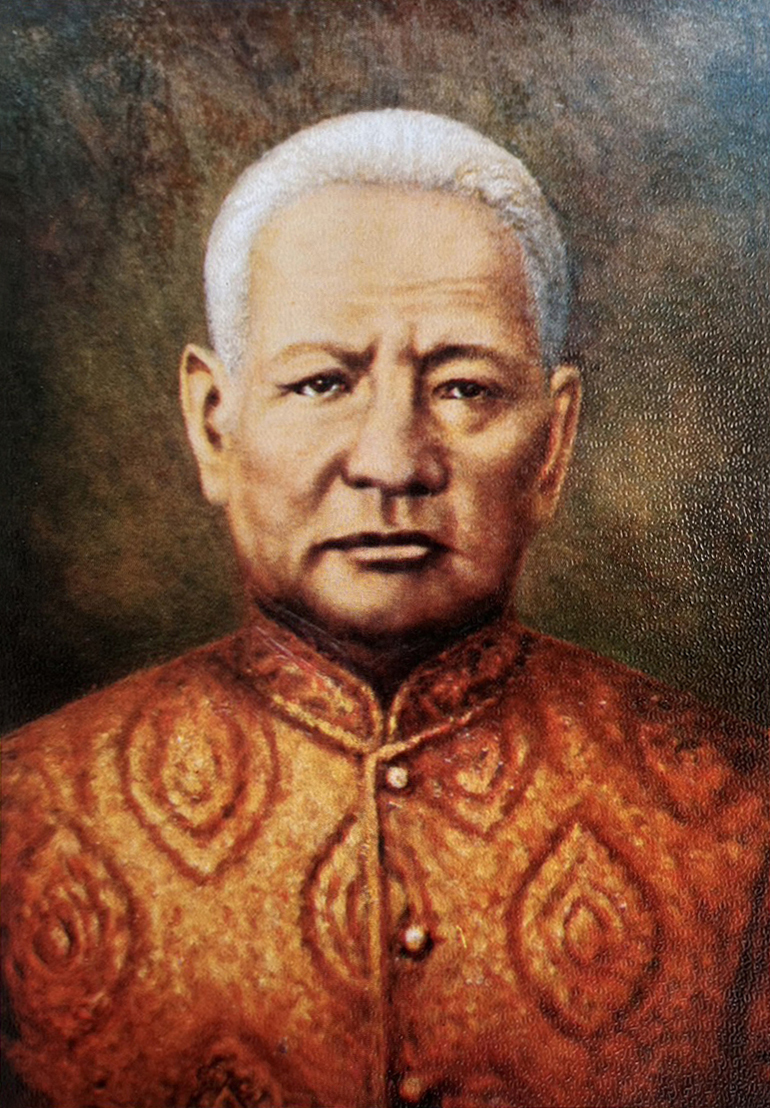
Chaophraya Prayurawong (Dit Bunnag)

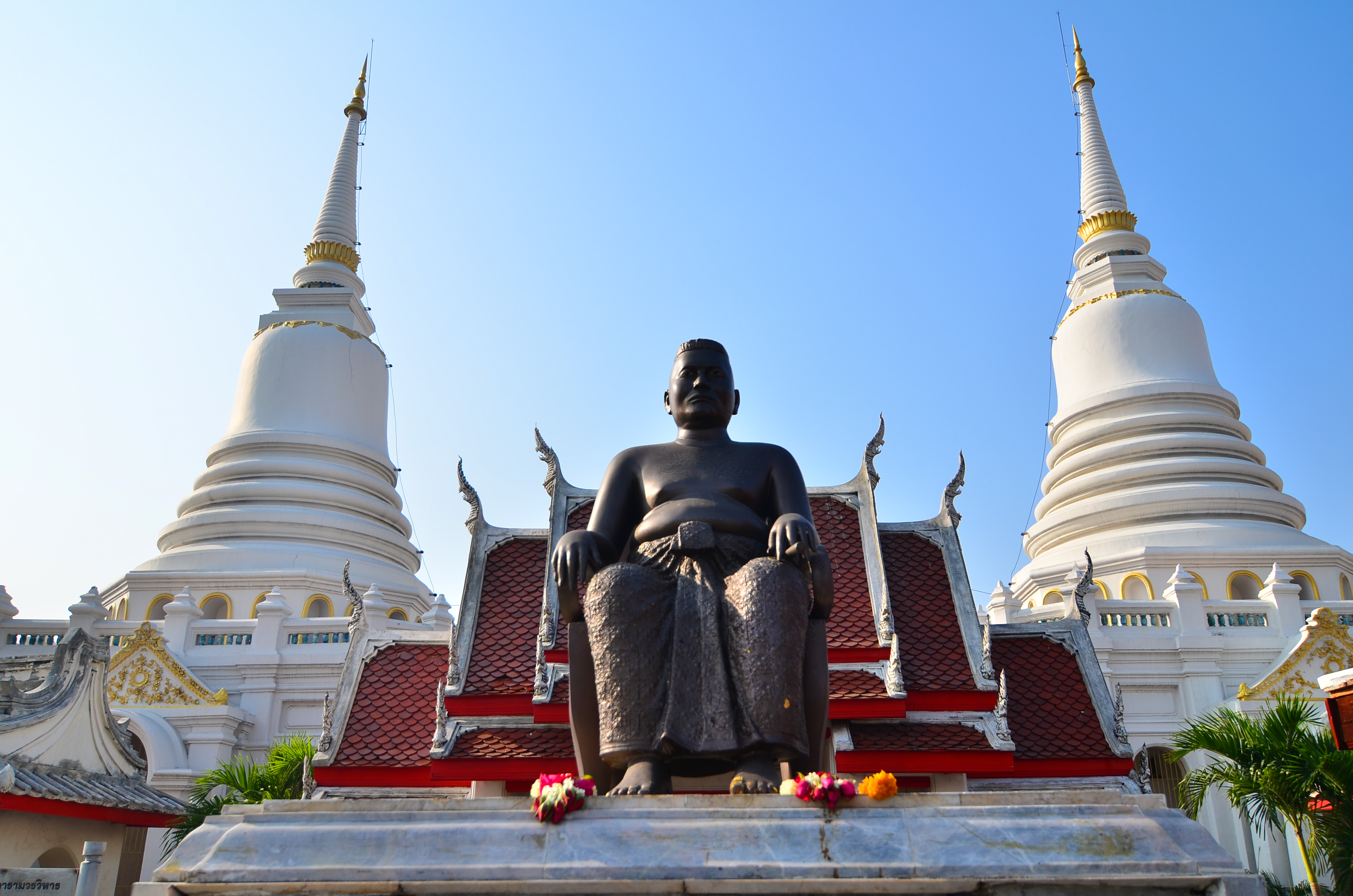
Statue des Chaophraya Phichaiyat (That Bunnag) vor dem nach ihm benannten Wat Phichaiyat

- 1 Dit/Dis ดิศ (Somdet Chaophraya Borommaha Prayurawong - สมเด็จเจ้าพระยาบรมมหาประยูรวงศ์, genannt Somdet Chaophraya Ong Yai - „der große Somdet Chaophraya“; 2331–2398 BE, 1788–1855 AD), Mahatlek (königlicher Page) bei Rama I., Krommatha (Handels- und Außenminister) und Phrakhlang (Schatzminister) bei Rama II. (ab 1822) bis IV., Kalahom (Kriegsminister) bei Rama III. (ab 1830) und Rama IV.; er spielte eine entscheidende Rolle bei der Thronbesteigung sowohl von Chetsadabodin (Rama III.) 1824, der eigentlich nur ein Prinz zweiten Grades war, als auch von Mongkut (Rama IV.) 1851. Als es zu Erbfolgestreitigkeiten zwischen den Söhnen Ramas III. und Mongkut kam, leitete er als höchstrangiger Minister den Großen Rat und bezog eindeutig für Mongkut Stellung. Dieser war ihm anschließend zutiefst verpflichtet und entlohnte ihn und seine Familie mit höchsten Positionen und größtem Einfluss.[5]

- 2 That ทัต (Somdet Chaophraya Borommaha Phichaiyat – สมเด็จเจ้าพระยาบรมมหาพิไชยญาติ, genannt Somdet Chaophraya Ong Noi – „der kleine Somdet Chaophraya“; 2334–2400 BE, 1792–1857), Kalahom unter Rama III.

Einem Bericht zufolge hat sich König Rama IV. (Mongkut) bei einer Zeremonie im September 1851, bei der That ein neuer Ehrenname verliehen wurde, entgegen dem Protokoll vor den beiden Somdet Chaophraya niedergeworfen. Das Partikel ong in der üblichen Bezeichnung für die beiden Bunnag-Patriarchen (Ong Yai und Ong Noi) war eigentlich Mitgliedern der Königsfamilie vorbehalten. Die Bunnag waren, wie König Rama IV. Teil der „fortschrittlichen Partei“ Siams, die Reformen und Öffnung zum Westen vorantrieb.
Bunnag hatte noch zahlreiche weitere Kinder aus seinen neun Ehen. Relevant sind vor allem mehrere seiner Töchter:
- Drei ältere Schwestern von Dit und That (Töchter Bunnags mit seiner Hauptfrau Nuan, der Schwester von Königin Amarindra) bekamen verantwortungsvolle Positionen in der Palastverwaltung: Chao Khun Ying Nun (นุ่น) im Großen Palast, Chao Khun Ying Khum (คุ้ม) im Vorderpalast und Chao Khun Ying Tai (ต่าย) im Haushalt von Prinzessin Theppayawadi.

Rama I. ehelichte insgesamt fünf Töchter Bunnags als Nebenfrauen:
- Chao Chom Manda Tani (เจ้าจอมมารดาตานี); ihr Sohn Prinz Surinthararak (1790–1830) übernahm unter Rama II. die Aufsicht über das Hauptstadt-, während der Herrschaft Ramas III. über das Schatz- und Außenhandelsministerium (das sein Onkel Dit Bunnag leitete) und betätigte sich außerdem als Dichter.
- Chao Chom Chit, Som, Chu und Nok blieben kinderlos.

### Generation 3

#### Linie Dit Bunnag (1.-)

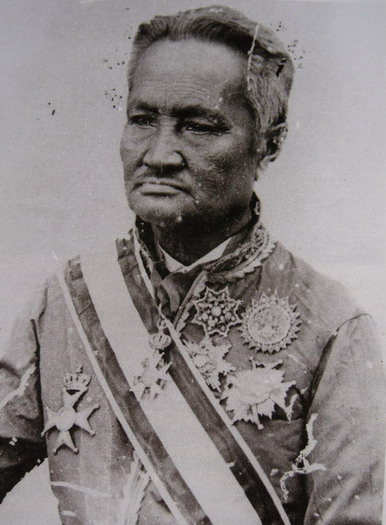
Chaophraya Si Suriyawong (Chuang Bunnag)

- 1.1 Chuang ช่วง (Somdet Chaophraya Borommaha Si Suriyawong - สมเด็จเจ้าพระยาบรมมหาศรีสุริยวงศ์) (1808–1882) [S. 1–5], studierte Schiffsbau und Nautik; Kalahom (Minister der Südprovinzen) unter Rama IV. (1855–1869), Regent für den noch minderjährigen König Rama V. (Chulalongkorn) von 1868 bis 1873. Laut John Bowring (dem zeitgenössischen britischen Gesandten) lag die wahre Macht während der Regierungszeit von Rama IV. bei seinem Kalahom, während sich der König nur für Zeremonien begeisterte. Andere Ausländer sagten sogar, dass der Kalahom der wahre König sei.[9] Er spielte eine wesentliche Rolle beim Abschluss der Handelsverträge Siams mit Großbritannien und anderen westlichen Nationen (u. a. Bowring-Vertrag). Nach dem Tod Rama IV. war Si Suriyawongs Regentenposition die Bedingung dafür, dass Chulalongkorn überhaupt König werden konnte. Als Regent trieb der reformorientierte Si Suriyawong die Abschaffung der Sklaverei voran, was sich aufgrund des Widerstands von Traditionalisten allerdings nur schrittweise umsetzen ließ.[10]
- 1.2 Chum ชุ่ม (Phraya Montri Suriyawong - พระยามนตรีสุริยวงศ์) (1820–1866) [S.6], 18 Söhne, 10 Töchter; Sondergesandter an den Hof der britischen Königin Victoria (1857)
- 1.3 Kham ขำ (Chaophraya Thipphakorawong Mahakosathibodi - เจ้าพระยาทิพากรวงศ์มหาโกษาธิบดี) (1813–1870) [S.7], kinderlos, Phrakhlang (Schatz- und Außenminister, 1851–1865) und enger Vertrauter von Rama IV., Autor der Königlichen Chroniken von Rattanakosin (Regierungszeiten von Rama I.–III.) und eines Werks über Naturphänomene, das versuchte, damals verbreitete abergläubische Vorstellungen zurückzudrängen,[11] sowie von „Verteidigung der Polygamie“;[12] veröffentlichte außerdem Artikel über Wissenschaft und Buddhismus in der sich entwickelnden siamesischen Presse.[13]
- 1.4 Mek เมฆ (Phraya Wongsaphoranaphusit - พระยาวงศาภรณภูษิต) (1821–1889) [S.8]
- 1.5 To โต (Phraya Ratchanuwong Ratchinikun พระยาราชานุวงศ์ราชินิกุล)(1822–1870) [S.8]
- 1.6 Nok Yung นกยูง (Phraya Aphaiyasongkhram พระยาอภัยสงคราม) (1823–1866) [S.8]
- 1.7 Wan/Wan Parian วัน/วันเปรียญ (Phraya Si Soraratchaphakdi พระยาศรีสรราชภักดี)(1830–1883) [S.9]
- 1.8 Thuam ท้วม (Chaophraya Phanuwong Mahakosathibodi เจ้าพระยาภาณุวงศ์มหาโกษาธิบดี)(2373–2456 BE, 1830–1913 AD) [S.10], Außenminister unter Rama V. (1871–1881)
- 1.9 Chon จร (Phra Phromathiban พระพรหมธิบาล)(2379–2436 BE, 1836–1893 AD) [S.11]
- 1.10 Tu ตู้ (Phra Rattananyapati พระรัตนาญัปติ)(2379–2436 BE, 1836–1893 AD) [S.11]
- 1.11 Po เปาะ (Phra Satchaphirom พระสัจจาภิรมย์) (2379–2426 BE, 1836–1883 AD) [S.11]
- 1.12 Chin จีน (Phraya Uthaiyatham พระยาอุไทยธรรม)(2379–2454 BE, 1836–1911 AD) [S.11]
- 1.13 Yot หยอด (Nai Rakphuwanat นายรักษ์ภูวนารถ)(2381–2415 BE, 1838–1872 AD) [S.11]
- 1.14 Thet เทศ (Chaophraya Thipphakorawong เจ้าพระยาทิพากรวงศ์ Chaophraya Suraphanphisut เจ้าพระยาสุรพันธ์พิสุทธิ์)(2384–2450 BE, 1842–1907 AD) [S.12], leitender Bevollmächtigter (Gouverneur) für das Monthon Ratchaburi
- 1.15 Phon พร (Chaophraya Phatsakorawong เจ้าพระยาภาสกรวงศ์) (2392–2463 BE, 1849–1920 AD) [S.13]; 15.–19. Lebensjahr in Ausbildung in England, sprach und schrieb fließend Englisch; Landwirtschaftsminister (1892–1894) und Kultusminister (1892–1902) unter Rama V.

#### Linie That Bunnag (2.–)

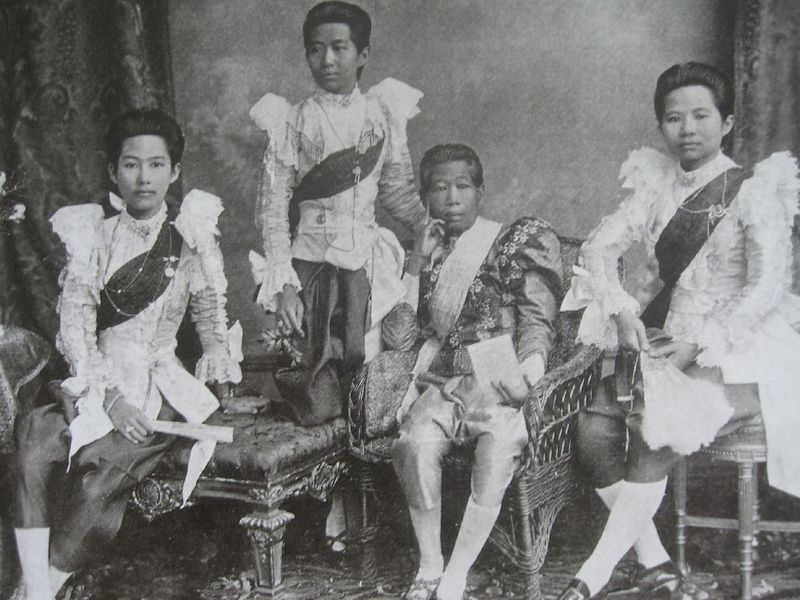
Königliche Nebenfrau Samli mit ihren Töchtern

- 2.1 Sanit สนิท (Phra Suriyaphak พระสุริยภักดี) [S.14], Generalkommissar der Polizei unter Rama III.
- 2.9 Phae แพ (Chaophraya Si Phiphat เจ้าพระยาศรีพิพัฒน์) [S.15] ตำแหน่งจางวางพระคลังสินค้า
- 2.10 Yaem แย้ม (Phraya Woraphong Phiphat พระยาวรพงศ์พิพัฒน์) [S.16] ตำแหน่งจางวางมหาดเล็ก
- 2.11 Iam เอี่ยม (Phraya Itsaranuphap พระยาอิสรานุภาพ) [S.16] อธิบดีกรมมหาดไทย ฝ่ายพระราชวังบวรวิไชยชาญ
- 2.12 Cham ฉ่ำ (Phraya Kalahom Ratchasena พระยากลาโหมราชเสนา) [S.17] อธิบดีนครบาล
- 2.15 To โต (Phraya Nanaphithaphasi พระยานานาพิธภาษี) [S.17] เจ้ากรมพระคลังสินค้า
- 2.16 Choti โชติ (Nai Chaiyakhan Hum Phrae Mahatlek นายไชยขรรค์หุ้มแพรมหาดเล็ก) [S.17] (2378–2402 BE, 1835–1859 AD)
- 2.? Samli (Chao Khun Chom Manda Samli เจ้าคุณจอมมารดาสำลี; 1835–1900), Nebenfrau von König Rama IV., Mutter von Königin Sukhumala Marasri (Hauptfrau von Rama V.)

### Generation 4

#### Linie Dit

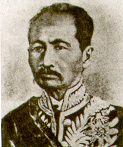
Chaophraya Surawong Waiyawat (Won Bunnag)

- 1.1.1 Won วร (Chaophraya Surawong Waiyawat เจ้าพระยาสุรวงศ์ไวยวัฒน์) [S.18] (2371–2431 BE, 1828–1888 AD); Oberkommandierender der Marine, Kalahom (Kriegsminister) unter Rama V. von 1869 bis 1888
- 1.2.2 Chuen ชื่น (Maha-Ammat-Tho Phraya Montri Suriyawong มหาอำมาตย์โท พระยามนตรีสุริยวงศ์) [S.19] (2389–2458 BE, 1846–1915 AD); Gouverneur von Phuket, Hochkommissar König Ramas V. in Lan Na
- 1.2.4 Chom ชม (Phraya Ratchaphongsanurak พระยาราชพงศานุรักษ์) [S.19] (2391–2437 BE, 1848–1894 AD), Gouverneur der Provinz Samut Songkhram
- 1.2.5 Choei เชย (Phra Si Thammasat พระศรีธรรมสาส์น) [S.20] (2394–2433 BE, 1851–1890 AD), Krommatha (Handelsminister)
- 1.2.6 Chae แฉ่ (Phraya Kraiphet Rattanasongkhram พระยาไกรเพชรรัตนสงคราม) [S.21] (2395–2456 BE, 1852–1913 AD), leitender Bevollmächtigter für das Monthon Nakhon Sawan
- 1.2.9 Son Mahatlek (Nai Son Mahatlek นายสอนมหาดเล็ก) [S.21]
- 1.2.11 Choem เจิม (Phra Phakdi Phiratchaphak พระภักดีพิรัชภาค) [S.21] (2402–2481 BE, 1859–1938 AD) มหาดเล็ก สังกัดกองพิเศษ กรมตำรวจ
- 1.2.12 ThapThim ทับทิม (Ammat-Ek Phraya Mahaburirom อำมาตย์เอก พระยามหาบุรีรมย์) [S.21] (2406–2478 BE, 1863–1935 AD), Gouverneur der Provinz Samut Prakan
- 1.2.14 Koet เกิด (Maha-Ammat-Ek Phraya Suriyanuwat มหาอำมาตย์เอก พระยาสุริยานุวัตร) [S.22] (2405–2479 BE, 1862–1936 AD), Phrakhlang (Schatzminister) unter Rama V. (1906–1907), Minister ohne Geschäftsbereich in der Regierung Phraya Phahon Phonphayuhasena (1933–1936)
- 1.2.16 Chit จิตร (Phraya Ramphaiphong Boriphat พระยารำไพพงศ์บริพัตร) [S.23] (2406–2470 BE, 1863–1927 AD), Beamter bei der Königlichen Eisenbahn; sein einziges Kind (Sohn) verstarb jung
- 1.4.1 Riu ริ้ว (Chamuen Sak Boriban จมื่นศักดิ์บริบาล) [S.24]
- 1.4.5 Lek เล็ก (Luang Sinlapasan Sarawut หลวงศิลปสารสราวุธ)[S.24]
- 1.4.7 But บุตร (Luang Si Rattanakosin หลวงศรีรัตนโกสินทร์)[S.24]
- 1.5.1 Yai ใหญ่ (Nai Rong Sanoe ngan praphat นายรองเสนองานประภาษ) [S.25]
- 1.5.2 Chaem แช่ม (Nai Phinitcharatchakan นายพินิจราชการ) [S.25] hatte 2 Söhne und 1 Tochter
- 1.6.1 Wat หวาด (Phraya Ankharatchanathaphakdi พระยาอรรคราชนารถภักดี) [S.26]
- 1.7.2 Phin Thep Chaloem พิณเทพเฉลิม (Chamuen Thippharaksa จมื่นทิพรักษา) [S.27] (2407–2470 BE, 1864–1927 AD), 3 Töchter
- 1.8.1 Sut Chai [S.28]
- 1.8.2 Thui [S.28]
- 1.8.4 Pia [S.28]
- 1.8.8 Thiam [S.28]
- 1.8.9 Thep [S.28]
- 1.8.11 Thuek [S.28]
- 1.8.12 Thiu [S.28]
- 1.8.13 Nai Phuean Mahatlek [S.28]
- 1.8.15 Thaen [S.28]
- 1.9.2 Wut [S.29]
- 1.9.5 Phat Mahatlek [S.29]
- 1.9.8.Chaem [S.29]
- 1.10.1 I [S.30]
- 1.12.1 Choem [S.30]
- 1.12.3 Thing [S.30]

- 1.14.1 Thian เทียน (Phraya Suraphanphisut พระยาสุรพันธ์พิสุทธิ์) [S.31]

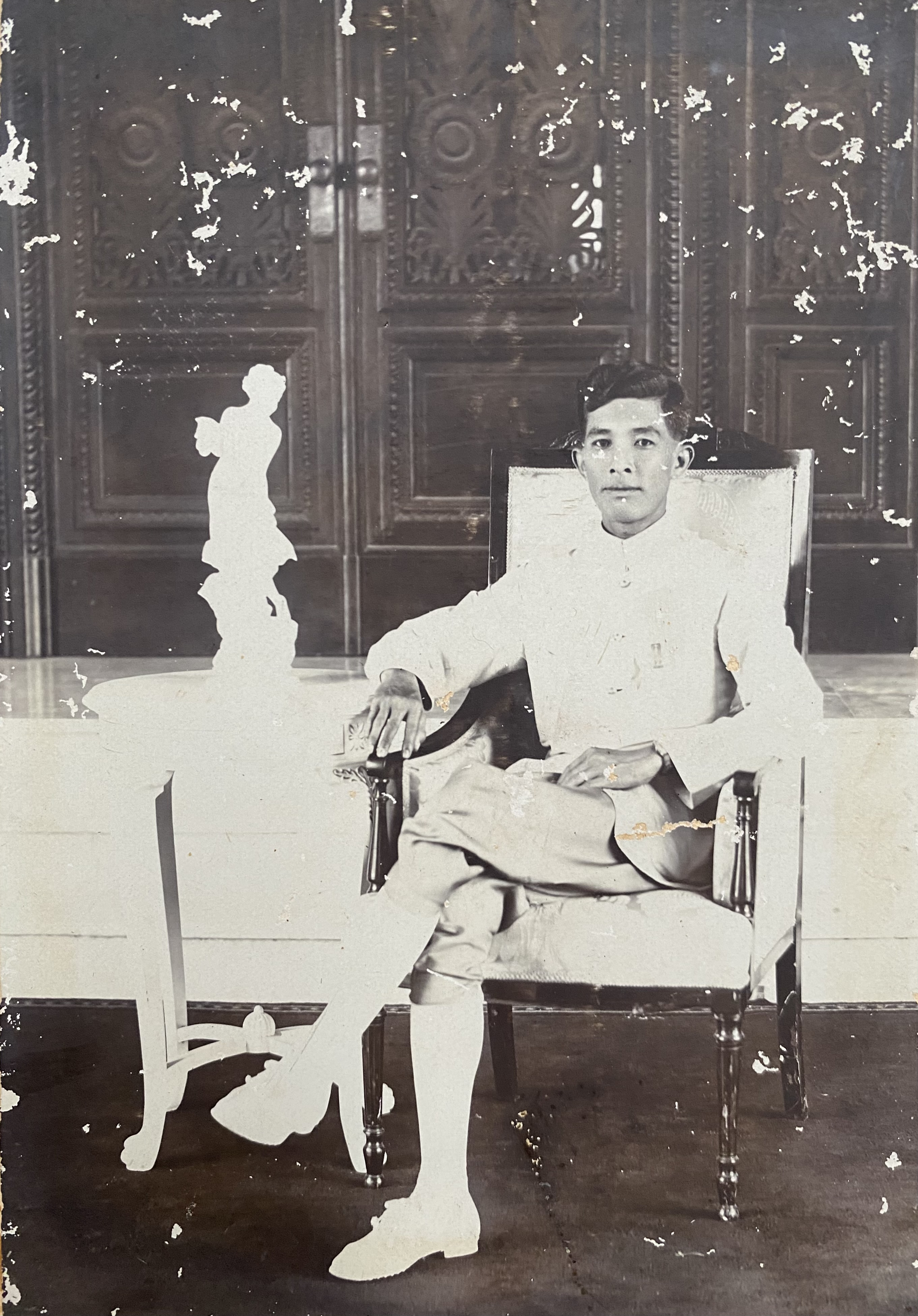
Luang Wichan Phandakit (Chaeo Bunnag)

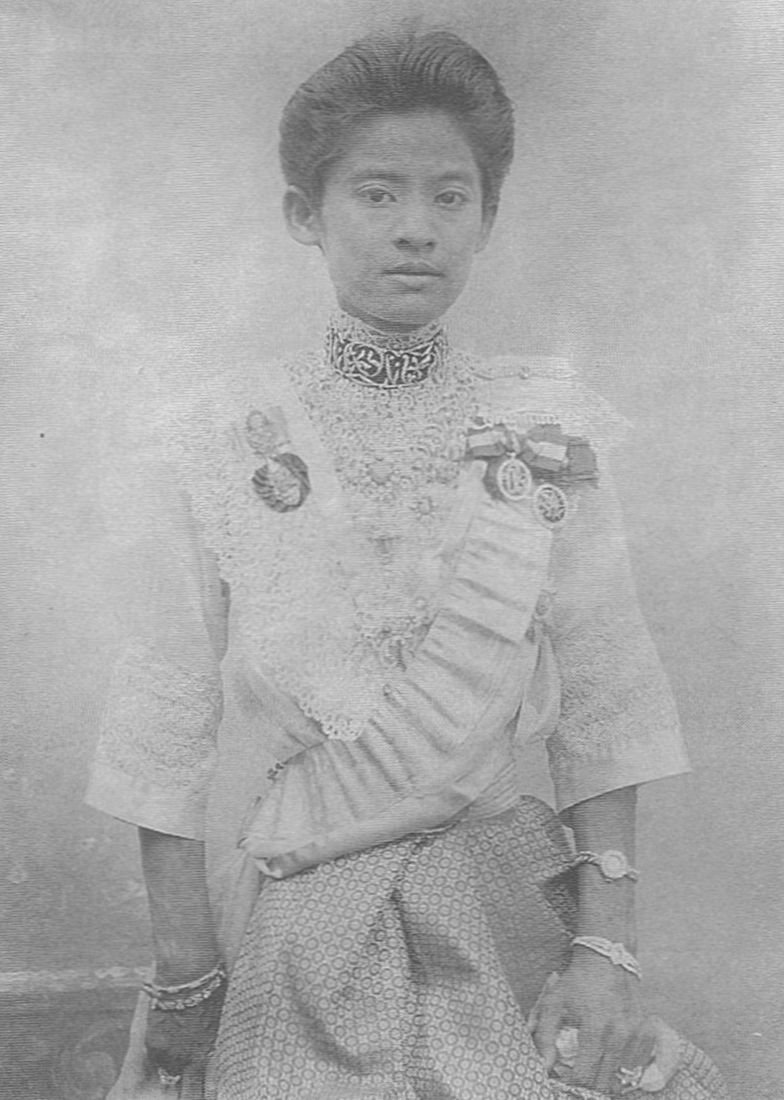
Prinzessin Oraprabandh Rambai, Tochter von On Bunnag und König Rama V.

- 1.14.2 Thiam เทียน (Phraya Surinthararuechai พระยาสุรินทรฤาไชย), Gouverneur der Provinz Phetchaburi (1894–98) [S.32]
- 1.14.3 Thaep (Phra Satchaphirom พระสัจจาภิรมย์) [S.32]
- 1.14.5 Thai ไท (Phraya Mahanuphap พระยามหานุภาพ), Chef der Polizei [S.32]
- 1.14.7 Choei เชย (Phra Ratchawisut Wisutthirak พระราชวิสูตรวิสุทธิรักษ์), Beamter im Schatzministerium [S.33]
- 1.14.8 Chuan ชวน (Luang Phakdiborirak หลวงภักดีบริรักษ์)[S.33], stellvertretender Gouverneur der Provinz Phetchaburi
- 1.14.9 Lek เล็ก (Luang Mahatthai หลวงมหาดไทย), Beamter in der Provinzverwaltung von Phetchaburi [S.33]
- 1.14.10 Phirom/Phlong โพล้ง (Phra Phirom Sena พระภิรมย์เสนา)[S.33]
- 1.14.13 Choem เจิม (Chamuen Manathian Phithak จมื่นมณเฑียรพิทักษ์)[S.33]
- 1.14.14 UnMahatLek [S.33]
- 1.14.15 Niam เนียม (Luang Nasali หลวงนาสาลี) [S.33] ข้าราชการเมืองเพชรบุรี
- 1.14.19 In อิ้น (Oberst Phraya Suraphan Seni พันเอก พระยาสุรพันธ์เสนี) [S.34], Gouverneur der Provinz Phetchaburi, Minister ohne Geschäftsbereich in der Regierung Pridi Phanomyong (1946)
- 1.14.20 Hok ฮก (Phraya Phichaiyachanruet พระยาพิชัยชาญฤทธิ์) [S.35]
- 1.14.21 It อิศร์ (Luang Aisun Sitthiwichai หลวงไอศูรย์สุทธิวิไชย) [S.35]
- 1.14.22 Un อุ่น (Luang Wichitrasuraphan หลวงวิจิตรสุรพันธ์) [S.35]
- 1.14.23 Khlui คลุ้ย (Luang Samanananthaphak หลวงสมานนันทพรรค) [S.35]
- 1.14.24 Chaeo แจ๋ว (Luang Wichan Phandakit หลวงวิจารณ์ภัณฑกิจ) [S.36]
- 1.14.26 Hak ฮัก (Phra Suraphanthathit พระสุรพันธาทิตย์) [S.36]
- 1.14.27 Khlai คลาย (Luang Wisut Atsadon หลวงวิสูตรอัศดร) [S.36]
- 1.14.30 Ming [S.36]
- 1.14.xxvii Khlip (Khlip Wanphruekphichan ขลิบ วันพฤกษ์พิจารณ์) [S.36], Ehefrau von Phraya Wanphruekphichan (Thongkham Savetsila), Mutter des Außenministers Siddhi Savetsila
- 1.14.? On อ่อน (Chao Chom Manda On เจ้าจอมมารดาอ่อน; 1867–1969), Nebenfrau von König Rama V., Mutter von Prinzessin Oraprabandh Rambai und Prinzessin Adisaya Suriyabha
- 1.15.1 Pheng [S.37]
- 1.15.3 Phason [S.37]

#### Linie That
- 2.9.1 Sombun (Phra Inthrathiban) [S.38]
- 2.9.3 Pia (Phra Aphaiyaboriban) [S.38]
- 2.9.5 Thamaya (Luang Satrathikranaruetthi) [S.38]
- 2.9.6 Sawat (Luang Prasitthiburirak) [S.38]
- 2.9.7 Chom (Luang Ratchadecha) [S.38]
- 2.9.8 Yuean (Luang Lahuthan Phithak) [S.38]
- 2.9.9 Yai (Chamuen Rachamat) [S.38]
- 2.9.10 Chuen (Phra Intharaphiban) [S.38]
- 2.9.11 Long หลง (Kapitän z. S. Phraya Suntharanukit Pricha นาวาเอก พระสุนทรานุกิจปรีชา), Jurist, Beamter im Marineministerium [S.38]
- 2.9.? Daeng (Mom Daeng Pramoj na Ayutthaya หม่อมแดง ปราโมช ณ อยุธยา), Ehefrau von Prinz Kamrob, Mutter der Ministerpräsidenten Seni und Kukrit Pramoj
- 2.10.2 Surai (Phra Phadungwanarak) [S.39]
- 2.10.3 Put (Phra Banruesinghanat) [S.39]
- 2.10.4 Chon (Luang Phithak Naruebet) [S.39]
- 2.10.5 Phloi [S.39]
- 2.10.6 Chaem Mahatlek [S.39]
- 2.11.1 Bunrueang (Phra Phromthiban) [S.40]
- 2.11.4 Det (Phraya Phaibun Sombat), Vizedirektor der Finanzbehörde (1900) [S.40]
- 2.11.5 Lat (Phra Inthrarak) [S.40]
- 2.11.6 Wek (Phra Siphithak) [S.40]
- 2.11.7 Arun (Nai Ratchachinda) [S.40]
- 2.11.8 Sang (Nai Suriyawut) [S.40]
- 2.12.1 Pan (Luang Surawiset Sakdawut) [S.41]
- 2.15.2 Chuen (Phra Nanaphitphasi), Partner der Siam Land, Canals and Irrigation Company[14] [S.41]
- 2.15.3 Chom (Luang Sawatdikosa) [S.41]
- 2.15.5 Chu (Luang Phiphitphakdi) [S.41]
- 2.15.6 Liam [S.68 erwähnt]
- 2.15.8 Sanan สนั่น (Maha-Sawek-Tri Phraya Thepmonthian พระยาเทพมณเฑียร), Direktor des Königlichen Schatzamts [S.41]
- 2.15.9 Chit [S.68 erwähnt]
- 2.15.11 Mong โหม่ง (Polizei-Oberst Phraya Phatsadiklang พระยาพัศดีกลาง), Leiter des Polizeigefängnisses Bangkok, Kommandeur der Einheit für Schwerverbrechen der Strafvollzugsbehörde unter Rama VI. [S.41]
- 2.16.i Choeng [S.41]

### Generation 5

#### Linie Dit

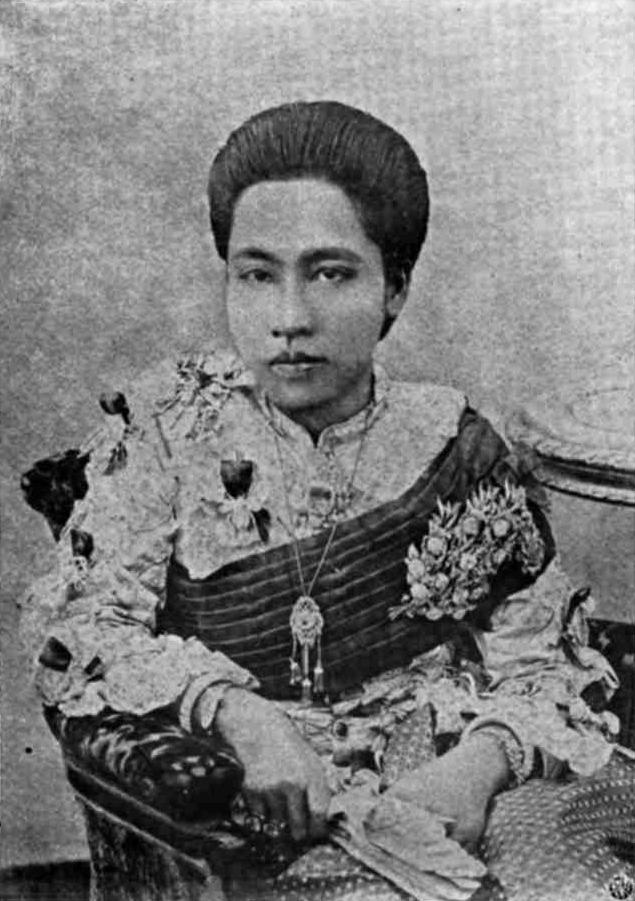
Prinzessin Srivilailaksana, Tochter von Phae Bunnag und König Rama V.

- 1.1.1.1 Chai ชาย (Phraya Praphakorawong Worawutthiphakdi พระยาประภากรวงศวรวุฒิภักดี) [S.41] Oberhofmeister und Befehlshaber der Marine unter Rama V.
- 1.1.1.2 To โต (Chaophraya Surawong Watthanasak เจ้าพระยาสุรวงศ์วัฒนศักดิ์) [S.42], Generalleutnant und persönlicher Adjutant des Königs Rama V.
- 1.1.1.3 Lek เล็ก (Phraya Ratchanuwong พระยาราชานุวงศ์) [S.43], Beamter im Schatzministerium unter Rama VI.
- 1.1.1.4 Mao (Luang Chakrayananuphichan) [S.43]
- 1.1.1.5 Miu [S.43]
- 1.1.1.9 Bin (Luang Surinthararuetthi) [S.43]
- 1.1.1.10 Thuan (Phra Phairatchaphakphakdi), Mitglied der siamesischen Delegation zur Weltausstellung Paris 1878[15] [S.43]
- 1.1.1.11 Liam เหลี่ยม (Phra Prachakarakit Wichan) [S.43]
- 1.1.1.14 Sai สาย (Generalmajor Phraya Surinthararatchaseni พระยาสุรินทรราชเสนี; 1861–), Generalinspekteur für Beschaffung des Heeres [S.44]
- 1.1.1.16 An อั้น (Phraya Songsuradet พระยาทรงสุรเดช) [S.44]
- 1.1.1.17 At (Luang Amonsak Prasit) [S.44]
- 1.1.1.19 Choem เจิม (Phraya Si Satchanalai พระยาศรีสัชนาลัย) [S.44]
- 1.1.1.21 Phum พุ่ม (Maha-Ammat-Tho Phraya Maitri Wiratchakruet พระยาไมตรีวิรัชกฤตย์), stellvertretender Staatssekretär im Außenministerium (1914–18), Interims-Staatssekretär im Außenministerium (1933–34) unter seinem Neffen Tom (1.1.1.2.8) als Außenminister [S.44]
- 1.1.1.24 Sap สรรพ (Kapitän z. S. Phra Amon-Mahadet, ab 1919 Phraya Phithak-Chonlahan; 1866–1920), ging in Paris zur Schule, königlicher Page, tätig im Heeres- und Außenministerium, allgemeiner Berater der Regierung, Schatzministerium; ab 1902 Marineoffizier, Leiter der Rüstungsabteilung im Marineministerium [S.45]
- 1.1.1.26 Chuai (Phra Arasumphlaphiban) [S.45]
- 1.1.1.30 Me เหม (Phraya Niphat Suriyanuwong พระยานิพัทธสุริยานุวงศ์) [S.45]
- 1.1.1.34 Ueam เอื้อม (Phraya Aramanathian พระยาอร่ามมณเฑียร) [S.45]
- 1.1.1.? KaiPa [erwähnt S. 77]
- 1.1.1.? Phae แพ (Chao Khun Phra Prayurawong เจ้าคุณพระประยูรวงศ์; 1854–1943), Nebenfrau von Rama V., Mutter der Prinzessinnen Srivilailaksana, Suvabaktra Vilayabanna und Bandhavanna Varobhas
- 1.1.1.? Mot โหมด (Chao Chom Manda Mot เจ้าจอมมารดาโหมด; 1862–1932), Nebenfrau von Rama V., u. a. Mutter von Prinz Abhakorn Kiartiwongse
- 1.2.2.1 Wichian วิเชียร (Phraya Montri Suriyawong พระยามนตรีสุริยวงศ์) [S.46], erster Botschafter in Japan unter Rama VI.
- 1.2.2.6 Chen เชน (Nai Sanphawichai นายสรรพวิไชย) [S.46]
- 1.2.2.9 Chot ชด (Chamuen Sawatdi Winitchai จมื่นสวัสดิวินิจฉัย) [S.46]
- 1.2.2.11 Choti โชติ (Chamuen Chong Raksa-ong จมื่นจงรักษาองค์) [S.46]
- 1.2.4.1 Chaiyamongkon ไชยมงคล (Luang Wichit Surakrai หลวงวิชิตสุรไกร) [S.47]
- 1.2.4.2 Chuan ชวน (Luang Aramrueangruet หลวงอร่ามเรืองฤทธิ์) [S.47]
- 1.2.4.3 Chai ชาย (Phraya Ratchaphongsanurak พระยาราชพงศานุรักษ์) [S.47]
- 1.2.4.9 Chap ฉาบ (Phra Phiphitthanasan พระพิพิธธนสาร) [S.47]
- 1.2.4.11 Chao เชาวน์ (Korvettenkapitän Luang Chao Prichalak นาวาตรีหลวงเชาวน์ปรีชาลักษณ์) [S.47]
- 1.2.4.i Prachumwong (Khunying Prachumwong คุณหญิงประชุมวงศ์) [S.48]
- 1.2.4.ii ChueaSai Wathanawong (Mom Chueasai Watthanawong หม่อมเชื้อสาย วัฒนวงศ์) [S.48]
- 1.2.5.5 BunChu บุญชู (Phraya Amaruetthithamrong พระยาอมรฤทธิธำรงค์) [S.49] Gouverneur der Provinz Ayutthaya und der damaligen Provinz Takua Pa
- 1.2.6.1 Cha ฉ่า [S.49] (2413–2453 BE) Sekretär seines Vaters, des leitenden Bevollmächtigten für die Monthon Nakhon Sawan und Ratchaburi; Übersetzer bei der Königlichen Eisenbahn und der Forstverwaltung sowie der Verwaltung des Monthon Phuket
- 1.2.6.vi Nueang Ladawan เนือง ลดาวัลย์ [S.49]
- 1.2.6.2 Chi ฉี่ (Phraya Montri Suriyawong พระยามนตรีสุริยวงศ์) [S.49], leitender Bevollmächtigter für das Monthon Ratchaburi unter Rama V.
- 1.2.9.2 Som สม (Phra Phiphat Phumiphak พระพิภัชภูมิภาค) [S.50]
- 1.2.9.3 Chuean เชือน (Khun Banhanworakit ขุนบรรหารวรกิจ) [S.50]
- 1.2.9.4 Chop ชอบ (Luang Kowithaworakan ลวงโกวิทวรการ) [S.50]
- 1.2.11.2 Prasoet ประเสริฐ (Hauptmann Khun Prasoet Surakam ร้อยเอกขุนประเสริฐสุรกรรม) [S.50]
- 1.2.11.3 Bua บัว (Oberleutnant Khun Boworayutthayothin ร้อยโทขุนบวรยุทธโยธิน) [S.50]
- 1.2.12.1-12 (12 Geschwister), Namen der Brüder: Phethai เพทาย, Thep เทพ, Thada ธาดา, Korvettenkapitän Chaturan นาวาตรีจาตุรนต์, Kapitänleutnant Samran เรือเอกสำราญ, Hauptmann (Luftwaffe) Phet เรืออากาศเอกเพชร usw.
- 1.2.14.1 Krachang กระจ่าง (Luang Suriyaphong Phisutthiphaet หลวงสุริยพงศ์พิสุทธิแพทย์) [S.50] Chefarzt der Thailändischen Staatseisenbahn
- 1.2.14.3 Prachuap (Dr. Prachuap Bunnag ดร.ประจวบ บุนนาค) [S.50], Gesundheitsminister in der Regierung Khuang Aphaiwong (1947–48)
- 1.4.?.? Chuea [erwähnt S. 80]
- 1.6.1.1 Na หนา (Phraya Dechanuchit พระยาเดชานุชิต) [S.51]
- 1.6.1.2 Baen แบน (Phraya Witchayathibodi พระยาวิชยาธิบดี) [S.51]
- 1.6.1.3 To โต (Phrathep Songkhram พระเทพสงคราม) [S.51]
- 1.6.1.4 Piu ปิ๋ว (Phraya Si Thammasakkarat พระยาศรีธรรมศกราช) [S.52]
- 1.6.1.5 Yai ใหญ่ (Phraya Wisutthiratcharangsan พระยาวิสุทธิราชรังสรรค์) [S.52]
- 1.6.1.6 Lek เล็ก (Luang Winittanarakan หลวงวินิตนราการ) [S.52]
- 1.7.2.i Mom Phian Thewakun หม่อมเพี้ยน เทวกุล [S.53]
- 1.7.2.ii Mom Phroi Suphin Worawan (หม่อมพร้อยสุพิณ) [S.53], 2. Ehefrau von Prinz Wan Waithayakon
- 1.8.1.1 Sut Chit [S.54]
- 1.8.1.3 Chui [S.54]
- 1.8.2.1 Than [S.54]
- 1.8.2.ii Ayu Yuen [S.54]
- 1.8.4.3 Thoet [S.55]
- 1.8.4.vi Mani Siriworasan [S.56]
- 1.8.11.1 Thoet [S.57]
- 1.8.13.1 Phen [S.57]
- 1.9.2.1 Sawat [S.58]
- 1.9.5.1 Phin [S.59]
- 1.9.8.1 Pranit [S.59]
- 1.9.8.2 Prasit [S.59]
- 1.9.8.3 Prasoet [S.59]
- 1.9.8.4 Prakop [S.59]
- 1.10.1.1 Chit [S.59]
- 1.12.3.3 Phrom [S.59]
- 1.14.1.3 Thuan [S.60]
- 1.14.1.7 Sap [S.60]
- 1.14.3.1 Thup [S.60]
- 1.14.5.1 Tho [S.61]
- 1.14.5.3 Thoen เทิน [S.61] (Phra Phisansuriyasak พระพิศาลสุริยศักดิ์)
- 1.14.5.4 Thawin [S.61]
- 1.14.14.1 Akhom [S.62]
- 1.15.?.? Phit [erwähnt S. 111]
- 1.15.?.? Phing [erwähnt S. 86]

#### Linie That
- 2.9.1.1 Khun Phak DiAt Mahatlek [S.62]
- 2.9.3.3 Phing [S.62]
- 2.9.3.? Pae [erwähnt S. 86]
- 2.9.5.? Det [erwähnt S. 38 und 87]
- 2.9.8.1 Lo [S.63]
- 2.9.11.ii Chalaem Pradiyut [S.63]
- 2.9.11.3 Chalaeng [S.63]
- 2.10.3.1 Bong [S.63]
- 2.10.4.1. Choen [S.63]
- 2.10.5.? Re (Mom Re Sawatdiwat), Ehefrau von Prinz Svasti Vatanavisishta [erwähnt auf S. 39]
- 2.10.5.? Lap (Mom Lap Sawatdiwat), Ehefrau von Prinz Svasti Vatanavisishta [erwähnt auf S. 39]
- 2.10.6.1 Chom [S.64]
- 2.10.6.2 Choei [S.64]
- 2.11.1.v Kasen [S.64]

Chao Phraya Phichaiyat (Dan Bunnag)

- 2.11.4.1 Dan [S.65] (Chao Phraya Phichaiyat เจ้าพระยาพิชัยญาติ), Landwirtschaftsminister unter Rama VII. (1930–1931), Präsident der Nationalversammlung (1932–1933)
- 2.11.4.2 Dat [S.66]
- 2.11.4.3 Den [S.66]
- 2.11.4.4 Duang [S.66]
- 2.11.4.5 Phong [S.66]
- 2.11.7.1 Mali [S.67] (พระสุทธิสารวินิจฉัย)
- 2.11.7.2 Sitthi [S.67]
- 2.11.7.3 Charat [S.67]
- 2.11.8.1 Sommat [S.67]
- 2.15.2.2 Dara [S.67]
- 2.15.2.7 Chamrat [S.67]
- 2.15.3.1 Thanong [S.68]
- 2.15.3.2 Phun [S.68]
- 2.15.3.3 Thuan [S.68]
- 2.15.3.4 Don [S.68]
- 2.15.5.2 Chai [S.68]
- 2.15.6.1 Phoem [S.68]
- 2.15.9.1 Yong [S.68]

### Generation 6

#### Linie Dit
- 1.1.1.1.1 Wong [S.68]
- 1.1.1.1.2 Chai [S.69]
- 1.1.1.1.3 Chin ชิน [S.69] (Ammat-ek Phraya Niphatkunphong พระยานิพัทธ์กุลพงศ์)
- 1.1.1.1.4 Choy [S.69]
- 1.1.1.2.1 Ten [S.70]
- 1.1.1.2.2 Tiam [S.71]
- 1.1.1.2.3 Tem [S.72]
- 1.1.1.2.5 Tan [S.72]
- 1.1.1.2.6 Toem [S.73] (Arzt)
- 1.1.1.2.7 Din [S.74]
- 1.1.1.2.8 Tom ต่อม [S.74] (Phraya Aphibanratchamaitri พระยาอภิบาลราชไมตรี), Außenminister in der Regierung Phraya Phahon Phonphayuhasena (1933–1934)
- 1.1.1.2.9 Tao [S.75]
- 1.1.1.2.12 TitTo [S.75]
- 1.1.1.3.1 Thewet [S.76]
- 1.1.1.3.2 Thewa [S.76]
- 1.1.1.5.2 Chit [S.76]
- 1.1.1.9.1 Boet [S.76]
- 1.1.1.14.1 Soem [S.76]
- 1.1.1.16.1 On [S.77]
- 1.1.1.16.2 Dit Mahatlek [S.77]
- 1.1.1.17.1 Uthai [S.77]
- 1.1.1.17.2 Mat [S.77]
- 1.1.1.?(KaiPa).1 Khon [S.77]
- 1.2.2.1.1 Chang [S.77]
- 1.2.4.1.1 Choet [S.77]
- 1.2.6.1.2 Chap [S.78]
- 1.2.6.1.3 Chiu [S.79]
- 1.2.6.2.1 Chik [S.80]
- 1.4.?.?(Chuea).1 Prayun [S.80]
- 1.5.2.?.? Krachang [erwähnt S. 108]
- 1.6.1.1.1 Not [S.80]
- 1.6.1.1.3 Num [S.80]
- 1.6.1.2.? Phutchong [erwähnt S. 110]
- 1.6.1.4.4 Banjob [S.81] (บรรจบ บุนนาค), General, Verteidigungsminister in der Regierung Anand Panyarachun (1992)
- 1.6.1.4.5 Patchai [S.81]
- 1.6.1.5.1 Chom [S.82]
- 1.8.2.1.? Thawi [erwähnt S. 54]
- 1.8.4.3.1 Thapana [S.82]
- 1.9.2.1.2 Chotiphat [S.82]
- 1.9.2.1.3 Phadet [S.82]
- 1.9.2.1.4 Sihadet [S.83]
- 1.9.2.1.5 Wathana [S.83]
- 1.9.8.4.3 Prachakra [S.83]
- 1.12.3.3.2 Phosom [S.84]
- 1.14.1.3.2 Samarom [S.84]
- 1.14.5.3.1 Surathoen สุรเทิน [S.84] (1916–1968), Stellvertretender Leiter der Informationsabteilung der FAO-Regionalstelle Asien und Fernost; Berater und Vertrauter von König Rama IX., spielte in der Jazzband des Königs[16][17]
- 1.14.14.1.1 Anat [S.85]
- 1.15.?.?(Phit).? Phi [erwähnt S. 111]
- 1.15.?.?(Phing).1 Salang [S.86]
- 1.15.?.?(Phing).iii Oraphon [S.86]

#### Linie That
- 2.9.3.?.1 Bunmak [S.86]
- 2.9.5.?.1 Dat [S.87]
- 2.10.3.1.1 Rabin [S.87]
- 2.10.4.1.3 Manop [S.87]
- 2.10.6.2.2 Uaichai [S.88]
- 2.10.6.2.4 Prachoen [S.88]
- 2.11.1.v.3 (oder Sohn von Ket) Pleng [S.88]
- 2.11.4.1.1 Saduak [S.89]
- 2.11.4.1.i Sadap Salak [S.89]
- 2.11.4.1.ii Sadom Salak [S.89]
- 2.11.4.1.3 Luean [S.90]
- 2.11.4.1.? Yon (นายแพทย์ยนต) [erwähnt S. 65]
- 2.11.4.1.7 Yot [S.91]
- 2.11.4.1.9 Danin [S.92]
- 2.11.4.1.xii Maladi Wasinon [S.92]
- 2.11.4.2.1 Duean [S.93] (เดือน บุนนาค; 1905–1982), Dekan der Fakultät für Handel und Rechnungswesen und der Wirtschaftswissenschaftlichen Fakultät, später Rektor der Thammasat-Universität; Wissenschaftsminister in der Regierung Pridi Phanomyong (1946), Wissenschafts- und Handelsminister sowie stellvertretender Ministerpräsident in der Regierung Thawan Thamrongnawasawat (1947)
- 2.11.4.2.2 Dum [S.94]
- 2.11.4.2.4 Fregattenkapitän Duan [S.94]
- 2.11.4.3.4 Din [S.94]
- 2.11.7.1.2 Marut [S.95] (มารุต บุนนาค; geboren 1924), Generalsekretär der Demokratischen Partei (1979–82), Justiz- (1980–83), Gesundheits- (1983–86) und Bildungsminister (1986–88) in der Regierung Prem Tinsulanonda, Gesundheitsminister in der Regierung Chatichai Choonhavan (1989–90), Präsident der Nationalversammlung (1992–95)
- 2.11.7.2.2 Suchit [S.95]
- 2.11.7.3.ii Samonsi Wirawan [S.96]
- 2.11.8.1.i Chatsi [S.96]
- 2.15.3.1.6 Thawip [S.97]
- 2.15.3.4.i Wana Chaimueanwong [S.97]
- 2.15.3.4.ii Chawi [S.98]
- 2.15.6.1.1 Anuwat [S.98]

### Generation 7

#### Linie Dit
- 1.1.1.1.1.i Sophaphan Kumarakhun Na Nakhon [S.99]
- 1.1.1.1.1.1 Wilat [S.99]
- 1.1.1.1.2.1 Chuea [S.99]
- 1.1.1.1.2.4 Ching [S.99]

Chan Bunnag

- 1.1.1.1.3.? Chan ชาญ, war mit seinem Bruder Lek in der Filmbranche tätig, sie komponierten die Filmmusik zu Pridi Phanomyongs Film King of the White Elephant, Widerstandskämpfer der Seri-Thai-Bewegung, Senator, 1952 verschwunden, vermutlich von Polizisten im Auftrag von Phao Siyanon ermordet[18][19]
- 1.1.1.1.3.? Lek, wie Chan Filmemacher, Seri-Thai-Kämpfer, zusammen mit seinem Bruder 1952 verschwunden, vermutlich ermordet[18][19]
- 1.1.1.1.3.iii Mom Prim หม่อมปริม (1923–) [S.100], Schauspielerin, Gattin des Regisseurs Prinz Bhanuband Yugala
- 1.1.1.2.2.i Tawan Surawong [S.101]
- 1.1.1.2.2.ii Worandap Chatrakun Na Ayutthaya [S.102]
- 1.1.1.2.2.1 Tapanawong [S.102]
- 1.1.1.2.2.2 Tophongphat [S.103]
- 1.1.1.2.2.3 Phawat [S.103]
- 1.1.1.2.3.1 Temi [S.104]
- 1.1.1.2.8.1 Tun [S.104], Sohn (1) Tej (prominenter Historiker, Diplomat, kurzzeitig Außenminister in der Regierung Samak Sundaravej (2008)) [S.114]
- 1.1.1.2.9.iii Tuangphak Thammaphanit [S.105]
- 1.1.1.2.9.v Chuangchuen Hudasing [S.105]
- 1.1.1.2.9.2 Samret [S.106]
- 1.1.1.2.12.1 Phithaya [S.107]
- 1.1.1.14.1.4 Samphan [S.107]
- 1.1.1.17.1.2 Suriyan [S.107]
- 1.1.1.?(KaiPa).1.1 Sanchai
- 1.2.4.1.1.4 Rawiwong [S.108]
- 1.2.6.1.3.4 Chatsom [S.108]
- 1.5.2.?.?(Krachang).2 Satcha [S.108]
- 1.6.1.1.3.iii Butsakon [S.109]
- 1.6.1.2.?(Photchong).2 Sawatdi [S.110]
- 1.8.2.1.?(Thawi).2 Thawip [S.110]
- 1.14.5.3.1.1 Krimet [S.110]
- 1.14.14.1.1.i Oranit [S.111]
- 1.15.?.?(Phit).?(Phi).1 Chayawat [S.111]

#### Linie That
- 2.9.5.?(Det).1.2 Decha [S.111]
- 2.10.3.1.1.1 Sirot [S.112]
- 2.11.1.v.3.3 Siriphong [S.114]
- 2.11.4.1.3.2 Liulalong [S.112], Sohn(3) Domdet [S.115]
- 2.11.4.1.3.4 Loiluean [S.112]
- 2.11.4.1.4.4 Linda [S.112]
- 2.11.4.1.?(Yon).ii Yayisichaloem Sinlapanleng [S.113]
- 2.11.4.1.7.1 Yiam Manophop [S.113]